# Аношкин, Роман Сергеевич
Рома́н Серге́евич Ано́шкин (род. 31 августа 1987, Пушкино) — российский гребец-байдарочник, выступает за сборную России начиная с 2008 года. Бронзовый призёр летних Олимпийских игр в Рио-де-Жанейро, бронзовый призёр чемпионата мира, серебряный призёр чемпионата Европы, победитель многих регат национального и международного значения. На соревнованиях представляет Московскую область, Омскую область и ЦСКА. Заслуженный мастер спорта России.

## Биография
Роман Аношкин родился 31 августа 1987 года в городе Пушкино Московской области. Активно заниматься греблей начал в возрасте одиннадцати лет, проходил подготовку в секции гребли на водной базе «Серебрянка» под руководством супругов Игоря и Маргариты Зубалий. Позже присоединился к ЦСКА и стал подопечным тренера Александра Шишкина. На юниорском уровне побеждал на первенствах Европы и мира, в 2008 году вошёл в состав российской национальной сборной.
Впервые заявил о себе в сезоне 2013 года, став чемпионом России среди четырёхместных байдарок на дистанции 200 метров, а также получив серебряную и две бронзовых награды всероссийского первенства.
Первого серьёзного успеха на взрослом международном уровне добился в 2015 году, когда побывал на чемпионате мира в Милане и привёз оттуда награду бронзового достоинства, выигранную среди одиночных байдарок на дистанции 500 метров — на финише его обошли только датчанин Рене Хольтен Поульсен и немец Том Либшер. Год спустя выступил на домашнем чемпионате Европы в Москве, где стал серебряным призёром в километровой гонке четырёхместных экипажей, уступив на финише только команде Словакии.
Благодаря череде удачных выступлений удостоился права защищать честь страны на летних Олимпийских играх 2016 года в Рио-де-Жанейро — в программе одиночных байдарок на тысяче метрах благополучно пробился в финал и завоевал бронзовую олимпийскую медаль — лучше него дистанцию преодолели испанец Маркус Вальц и чех Йосеф Досталь. В километровой гонке четырёхместных экипажей не попал в финал, заняв в полуфинальной стадии лишь четвёртое место (в утешительном финале Б финишировал первым).
За выдающиеся спортивные достижения удостоен почётного звания «Заслуженный мастер спорта России» (2016).

## Награды
- Медаль ордена «За заслуги перед Отечеством» II степени (25 августа 2016 года) — за высокие спортивные достижения на Играх XXXI Олимпиады 2016 года в городе Рио-де-Жанейро (Бразилия), проявленные волю к победе и целеустремленность[4].
- Медаль "Омск. 300-летие" (2016)